# Martin Häusling
Martin Häusling (ur. 26 marca 1961 w Bad Wildungen) – niemiecki polityk, rolnik, ekolog, poseł do Parlamentu Europejskiego VII, VIII, IX i X kadencji.

## Życiorys
Z wykształcenia technik rolnictwa. Prowadzi własne gospodarstwo rolne w Bad Zwesten, od 1988 mające status gospodarstwa ekologicznego, posiadającego od 1995 biogazownię. Od powołania Zielonych należy do struktur tego ugrupowania w Hesji. Od 1981 kieruje tą partią w Bad Zwesten. W latach 2003–2009 (z przerwą w 2008) zasiadał w landtagu Hesji.
W wyborach w 2009 uzyskał mandat deputowanego do Parlamentu Europejskiego. Przystąpił do grupy Zielonych i Wolnego Sojuszu Europejskiego, a także do Komisji Kontroli Budżetowej oraz Komisji Rolnictwa i Rozwoju Wsi. W 2014, 2019 i 2024 z powodzeniem ubiegał się o europarlamentarną reelekcję.